# Cornet Rock
Cornet Rock oder Castle Rock ist eine kleine Nebeninsel von Guernsey, Kanalinsel. Auf der Insel steht die Burg Castle Cornet. Der Name der Burg ist wesentlich bekannter und wird umgangssprachlich auch für die Insel benutzt.

## Geschichte
Die frühere Gezeiteninsel wurde im Zuge der Aufteilung des Herzogtums Normandie von 1204 erstmals zwischen 1206 und 1256 mit einer Burganlage befestigt. 1338 wurde die Insel durch eine französische Streitmacht belagert, erobert, und die englische Garnison wurde massakriert.
Zwischen 1545 und 1548 wurde die Burganlage verstärkt. In seinem Buch The Building of Castle Cornet schreibt John Le Patourel, dass 1566 ein Steinbruch in „Creavissham“ (i. e. Crevichon, eine kleine Nebeninsel von Jethou) Material für die Burg lieferte.
Castle Cornet diente als Sitz des Gouverneurs von Guernsey bis 1672, als der Wohnturm durch Blitzschlag komplett zerstört wurde.
Cornet Rock wurde nach den Napoleonischen Kriegen 1859 durch einen Wellenbrecher mit dem Festland von Guernsey verbunden. Am Wellenbrecher wurde 1887 anlässlich des Thronjubiläums von Königin Victoria ein Teich für Modelljachten angelegt, der im Ersten Weltkrieg als Basis für Flugboote diente.
Im Zweiten Weltkrieg wurde Cornet Rock durch eine kleine Truppe deutscher Soldaten besetzt. Die Krone schenkte Insel und Burg 1947 dem Volk von Guernsey.

## Geographie
Cornet Rock liegt im Südosten des künstlich angelegten Hafens von Saint Peter Port auf Guernsey und gehört zur gleichnamigen Gemeinde (parish) Saint Peter Port, Canton 4. Seit 1859 ist die Insel (Nordspitze) durch den rund 500 Meter langen Pier Castle Pier mit dem Festland von Guernsey verbunden und markiert heute den südöstlichen Punkt der erweiterten Hafenanlagen von Saint Peter Port. Gleichsam als Verlängerung des Piers erstreckt sich Castle Breakwater (engl. breakwater = Wellenbrecher) weitere 150 Meter nach Osten. Castle Pier und Castle Breakwater bilden die südliche Begrenzung des Hafens von Saint Peter Port.

## Sehenswürdigkeiten
Der Großteil der Inselfläche wird dominiert durch die Anlagen des Castle Cornet, zu denen die folgenden Einrichtungen gehören:
- The Story of Castle Cornet
- Maritime Museum
- 201 Squadron RAF Museum
- Royal Guernsey Light Infantry Museum
- Royal Guernsey Militia Museum

Es gibt auch ein Restaurant. Im Sommer finden Freiluft-Theateraufführungen statt. Bekannt ist auch das Abfeuern der Castle Cornet Noonday Gun.

## Fotogalerie

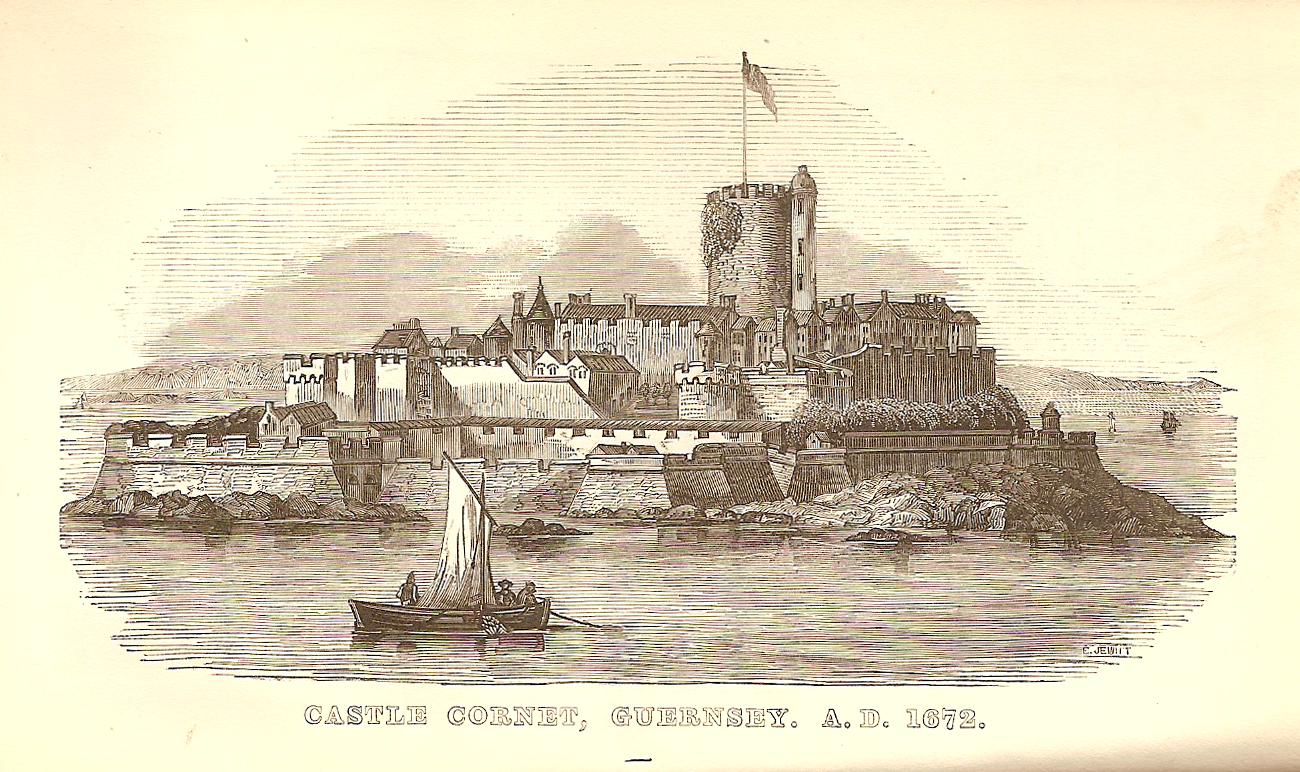
Stich von 1672 zeigt den Wohnturm, der im gleichen Jahr durch Blitzschlag zerstört wurde
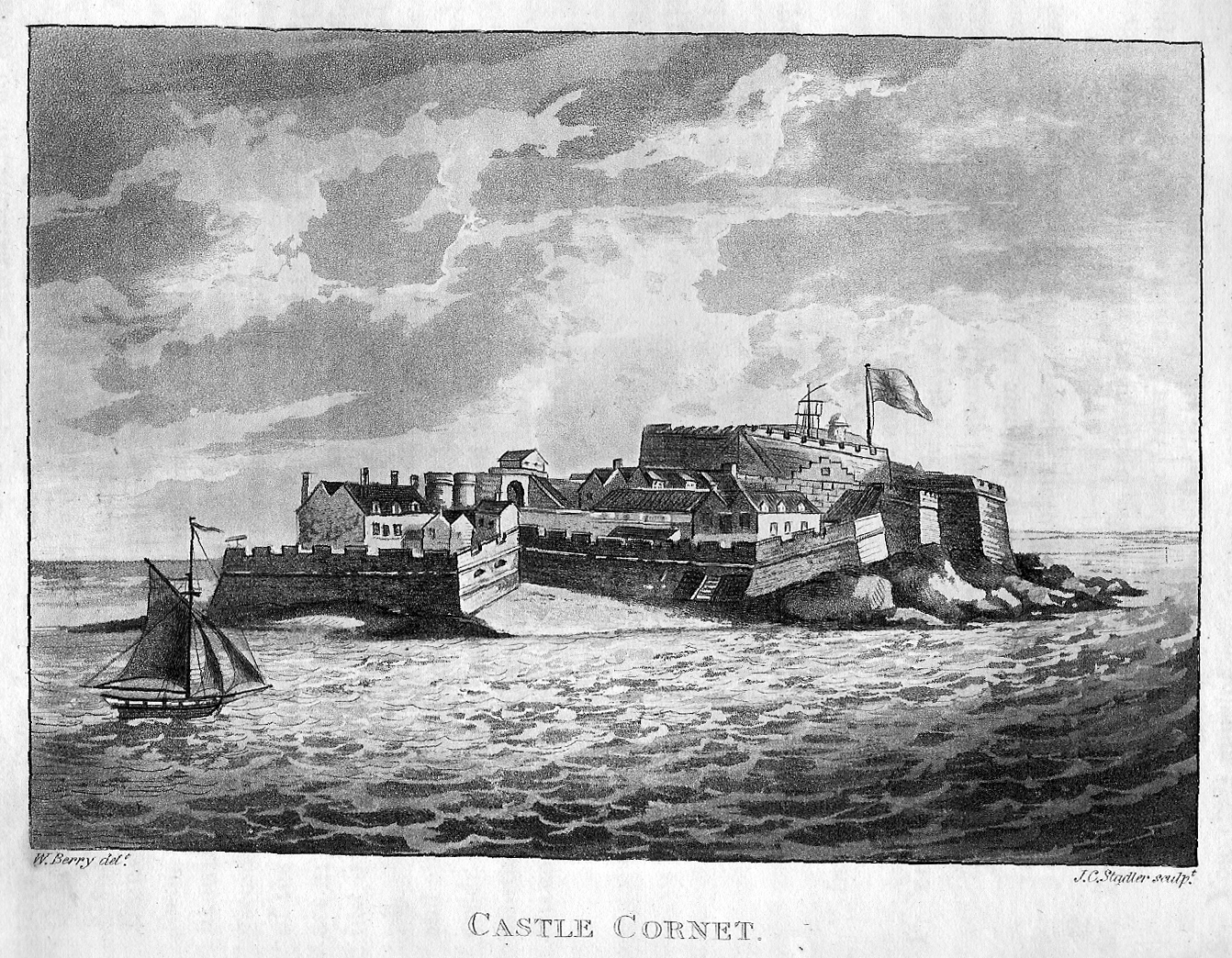
Zeichnung von 1814 (vor der Anbindung an Guernsey)
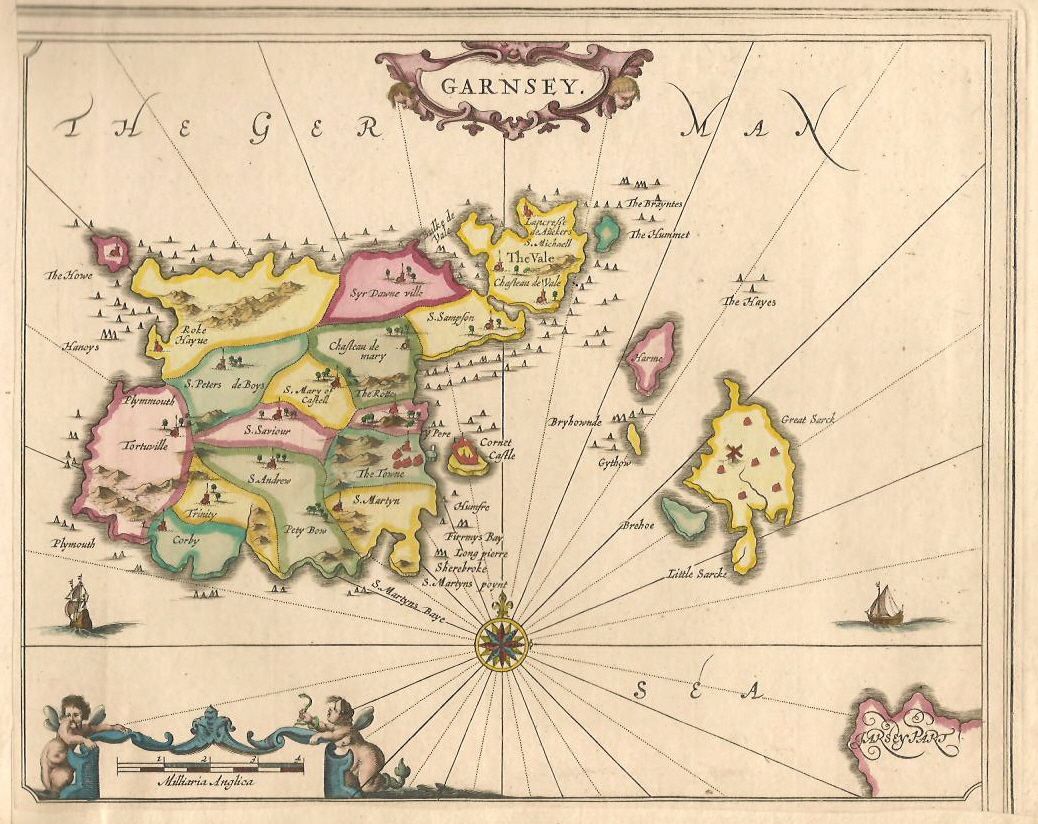
Historische Karte von Guernsey mit Castle Cornet (vor der Anbindung an Guernsey)
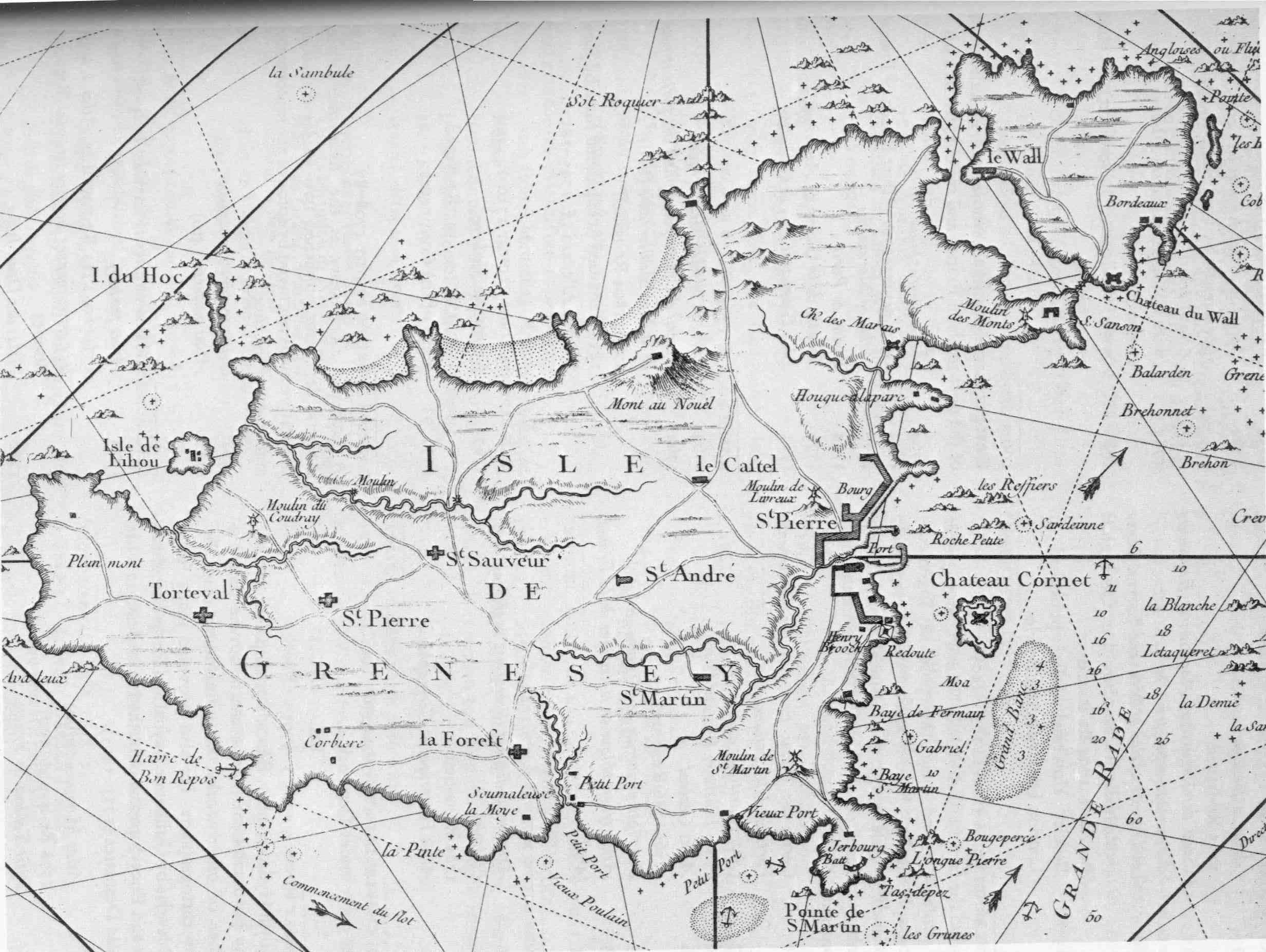
Die französische Karte von 1757 zeigt die Burg mit Insel als Chateau Cornet, die Stadt als St. Pierre und die Hauptinsel als Isle de Grenesey.
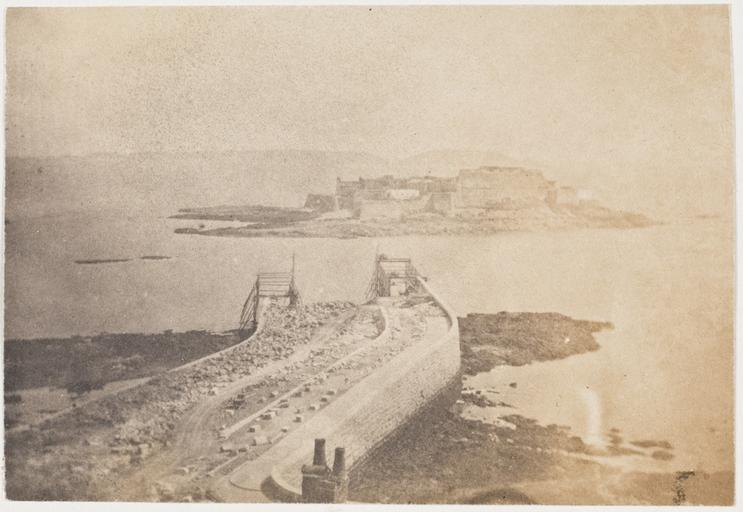
Bau des Piers zur Insel Foto der 1850er Jahre
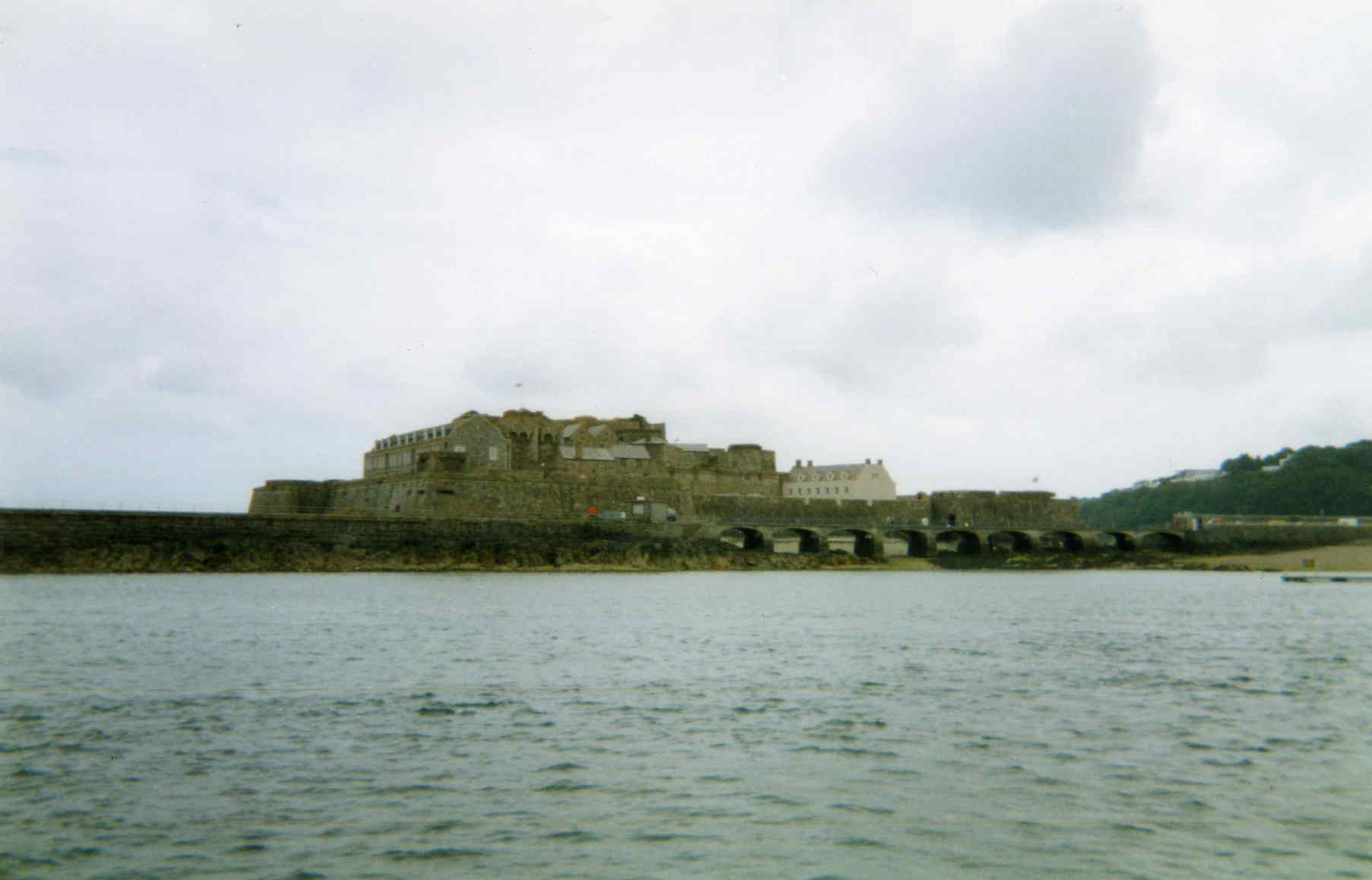
Castle Cornet von Norden aus. Links (Osten) reicht der Pier noch etwas ins Meer hinaus. Rechts ist die Hauptinsel Guernsey zu sehen.
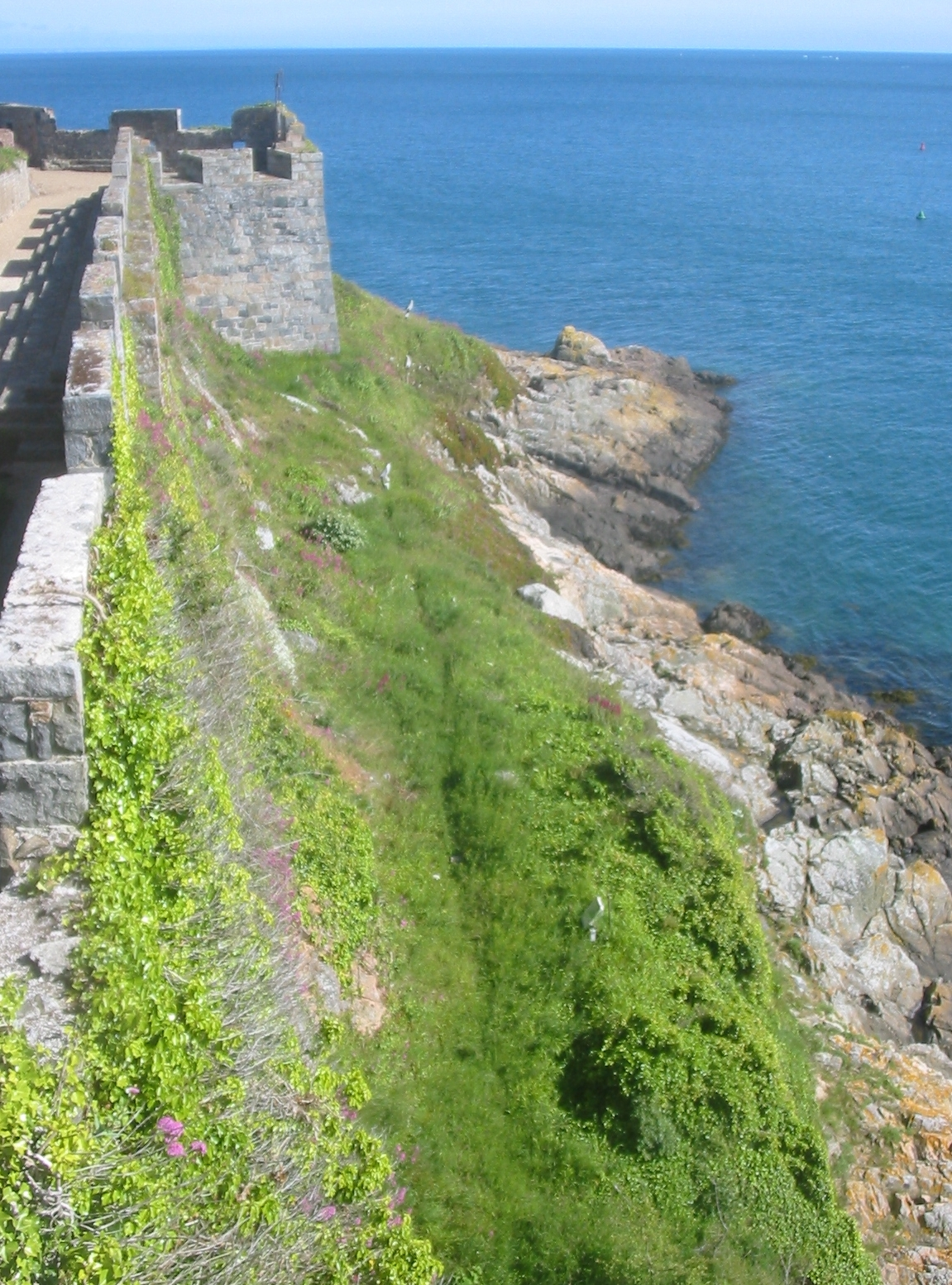
Südseite des Cornet Rock
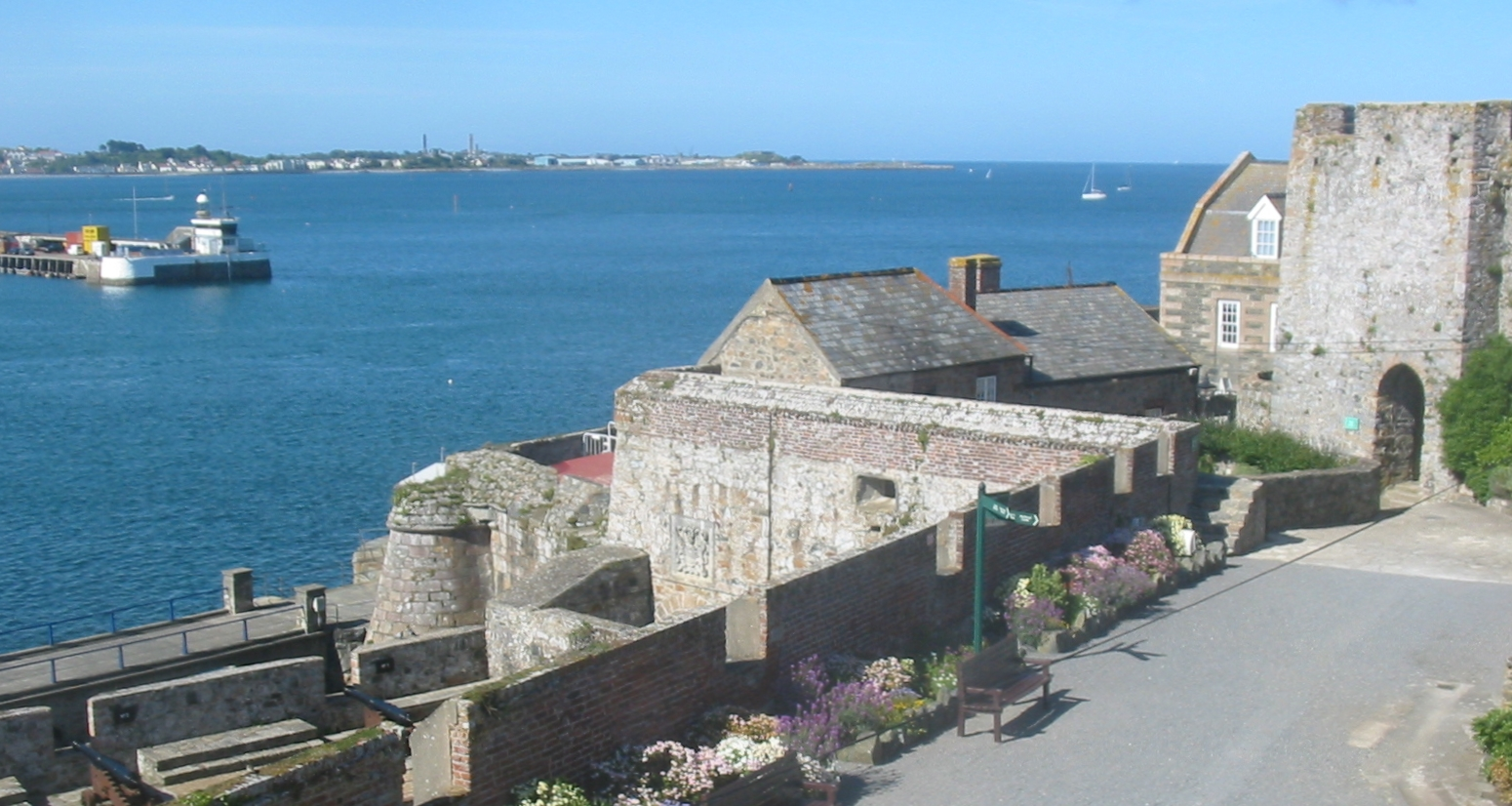
Nordseite mit Blick auf den Hafen
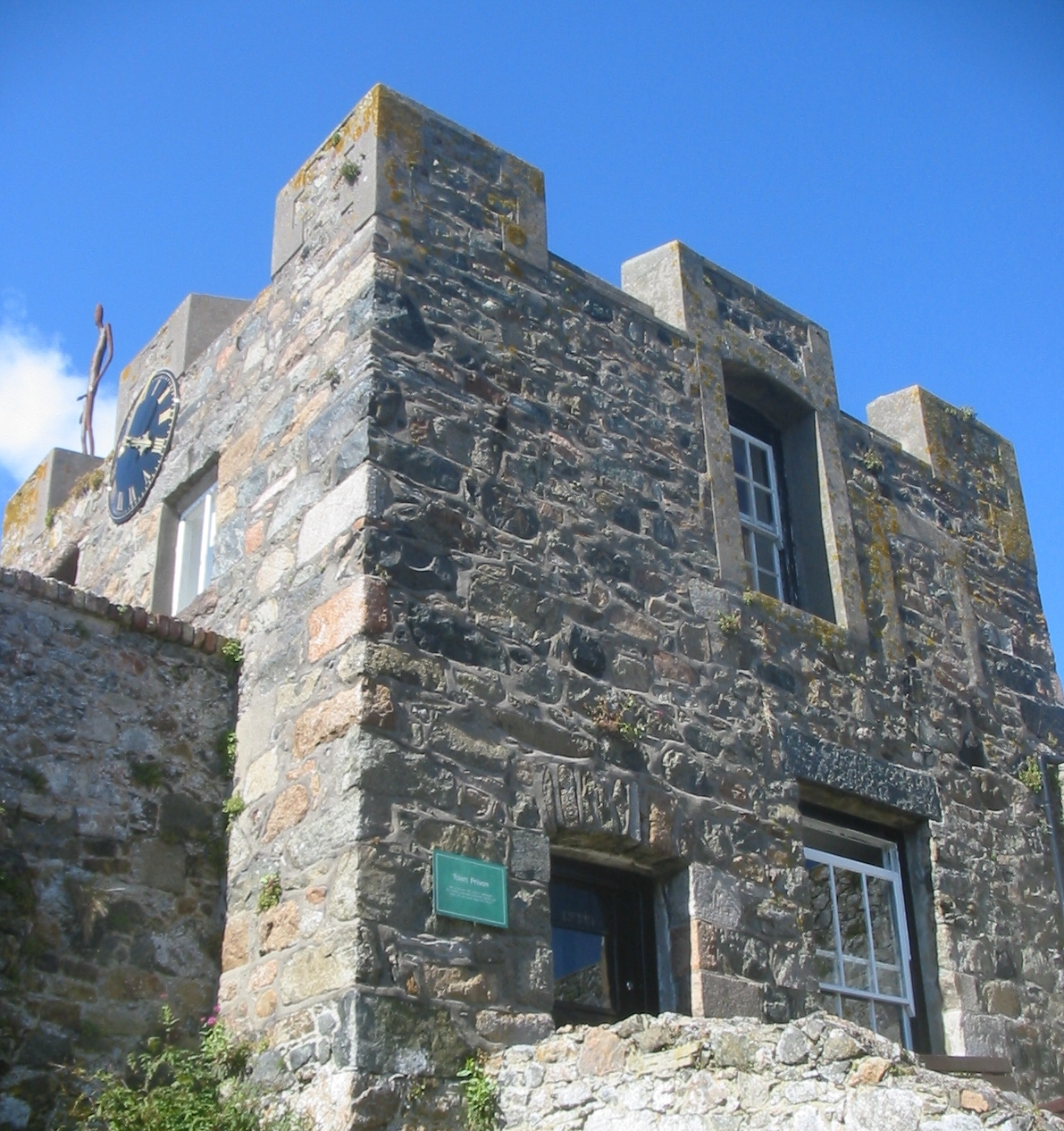
Teil des Castle Cornet
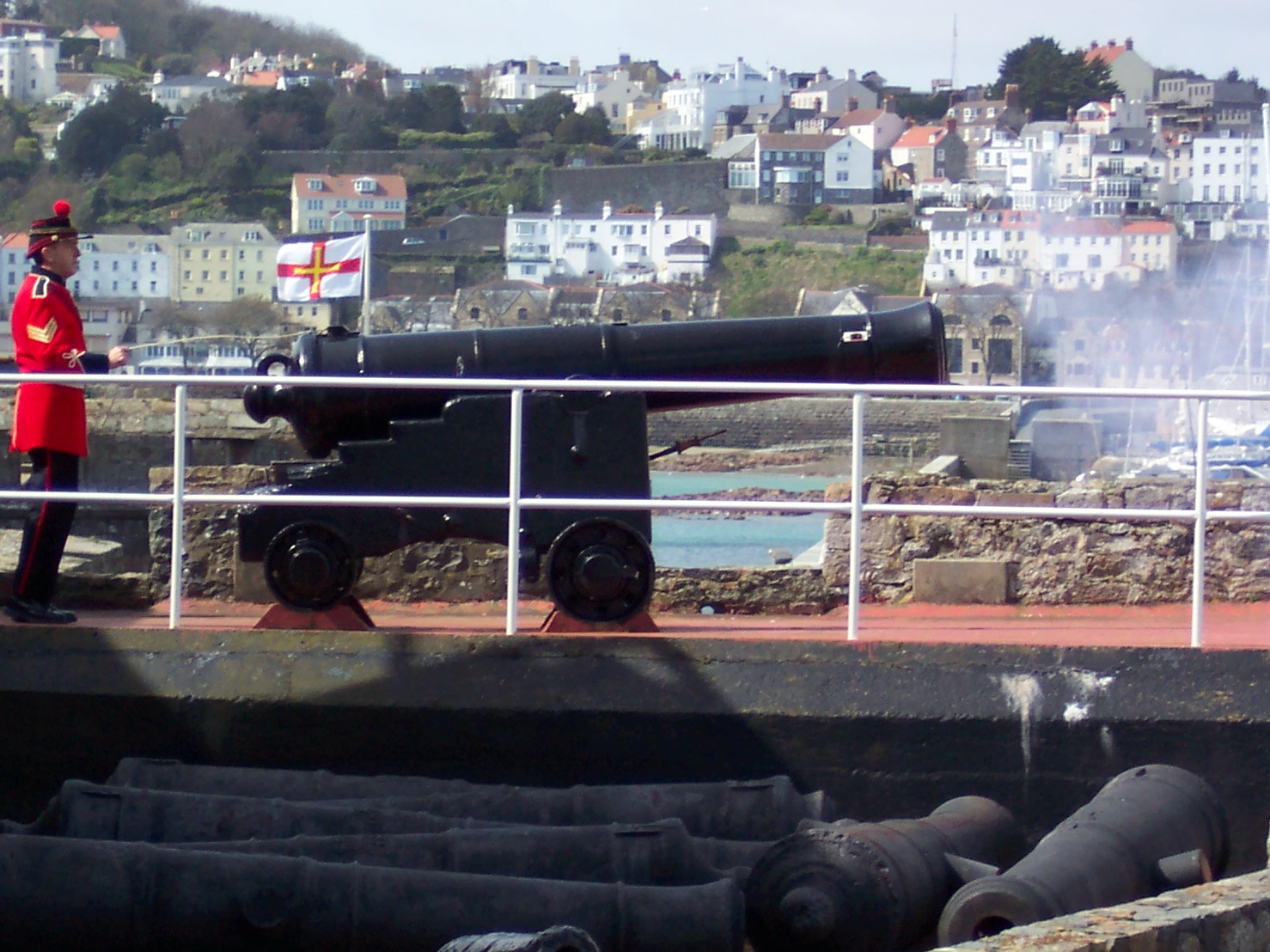
Abfeuern der „Castle Cornet Noonday Gun“